# Castelul Balmoral
Castelul Balmoral este un edificiu de mari dimensiuni, aflat pe o moșie în zona Aberdeenshire, Scoția, cunoscută ca Royal Deeside. Proprietatea a fost achiziționată de Prințul Consort Albert, soțul reginei Victoria și este o reședință regală de vară preferată.
Proprietatea (terenul) Balmoral a fost transmisă din generație în generație și a fost treptat extinsă la mai mult de 260 kilometri pătrați. Acum este o proprietate pe care se lucrează, fiind angajate acolo 50 de persoane ca angajați permanenți și între 50 și 100 temporar.
Castelul Balmoral este locul unde a decedat Regina Elisabeta a II-a, la data de 8 septembrie 2022.